# Raj (album Gintrowskiego, Kaczmarskiego, Łapińskiego)
Raj – album koncertowy Przemysława Gintrowskiego, Jacka Kaczmarskiego i Zbigniewa Łapińskiego zarejestrowany w maju 1980 roku podczas koncertu w auli Politechniki Gdańskiej. Program funkcjonował początkowo jako wydawnictwo podziemne i nigdy nie został zarejestrowany profesjonalnie, także po 1989 roku. Albumy z zapisami programów Raj i Muzeum oficjalnie ukazały się na rynku dopiero w 1991 roku nakładem wytwórni Pomaton EMI jako albumy złożone z najlepiej zachowanych nagrań pochodzących z amatorskich i półprofesjonalnych źródeł.
Program był pierwotnie planowany jako ścieżka słowno-muzyczna do spektaklu Leszka Mądzika (Scena Plastyczna KUL) pod tym samym tytułem.

Myśl przewodnia programu to mechanizm przechodzenia kategorii dobra i zła uznawanych przez jednostkę w obszar działań społecznych, ogólnoludzkich. Moralny wymiar buntu, wiara jako obrona przed racjonalną rezygnacją, wybór wobec groźby zagłady. Pointa („Powrót”) wskazała na konieczność szukania odpowiedzi w samym sobie, na skrajnie indywidualną odpowiedzialność każdego z nas wobec ludzi i przeznaczenia.

W 2008 roku Jacek Bończyk, Mirosław Czyżykiewicz i Hadrian Filip Tabęcki wydali w album pod tym samym tytułem, będący interpretacją programu Kaczmarskiego.

## Twórcy
- Przemysław Gintrowski – śpiew, gitara
- Jacek Kaczmarski – śpiew, gitara
- Zbigniew Łapiński – śpiew, fortepian[a]

Słowa:
- Jacek Kaczmarski (wszystkie oprócz: 2, 4, 16)
- Zbigniew Herbert – 2, 4, 16

Muzyka:
- Jacek Kaczmarski – 1, 5, 7, 15
- Przemysław Gintrowski – 2-4, 9-11, 13, 16, 17
- Zbigniew Łapiński – 6, 8, 12, 14

## Lista utworów[1]
1. „Stworzenie świata” (02:41)
2. „Sprawozdanie z raju” (03:23)
3. „Bal u Pana Boga” (02:59)
4. „Przesłuchanie anioła” (03:19)
5. „Strącanie aniołów” (02:16)
6. „Władca ciemności” (01:41)
7. „Wygnanie z raju” (03:24)
8. „Pusty raj” (02:32)
9. „Wieża Babel” (03:21)
10. „Hymn” (02:31)
11. „Walka Jakuba z aniołem” (02:48)
12. „Hiob” (04:25)
13. „Rzeź niewiniątek” (02:15)
14. „Chrystus i kupcy” (02:26)
15. „Dzień gniewu” (02:37)
16. „U wrót doliny” (06:25)
17. „Powrót” (05:54)

## Wydania[1]
- 1980 – Nagrania nieoficjalne, z koncertów
- 1989 – Agencja Fonograficzna „Modus” (kaseta magnetofonowa). Wydana bez wiedzy i zgody autorów[2]
- 1991 – Pomaton EMI (z nagrań nieoficjalnych) (kaseta, nr kat. POM 013)
- 2002 – Płyta wydana w albumie dwupłytowym (wraz z Muzeum) przez Pomaton EMI (CD, nr kat. 5434212)
- 2004 – Album włączony do Syna marnotrawnego – zestawu 22 płyt wydanego przez Pomaton EMI.
- 2007 – Włączony do Arki Noego – zestawu 37 płyt wydanego przez Pomaton EMI.